# Anna Stainer-Knittel

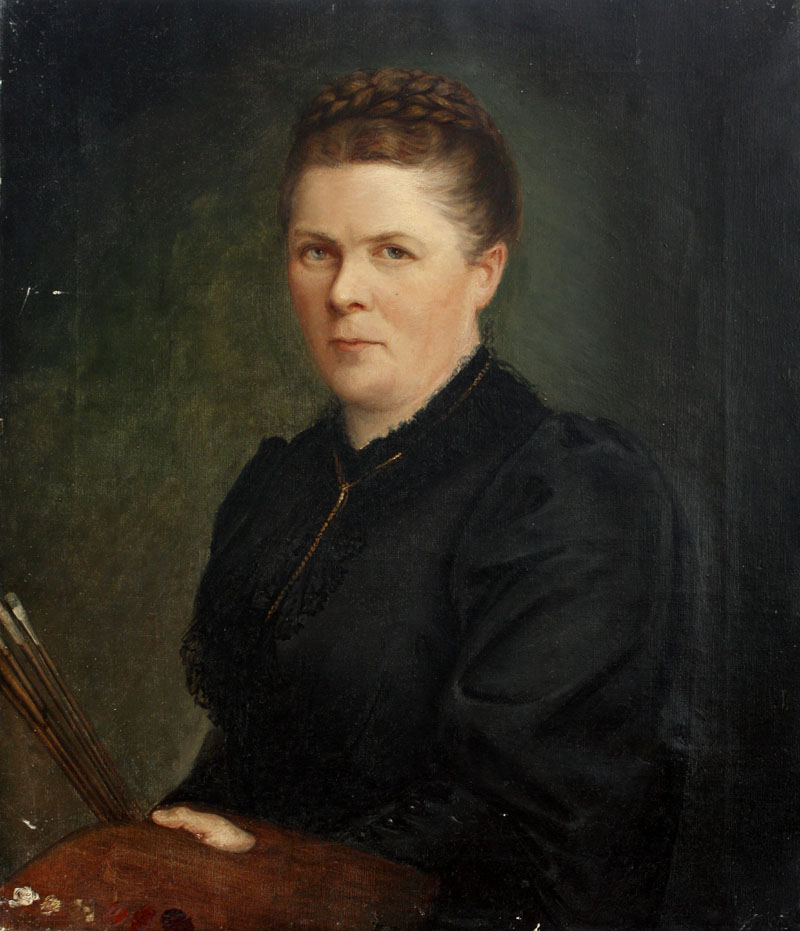
Autoportret (înainte de 1900)

Anna Stainer-Knittel (n. 28 iulie 1841, Elbigenalp, Tirol, Austria – d. 28 februarie 1915, Wattens, Tirol, Austria) a fost o pictoriță austriacă de portrete și flori. Un incident din viața ei a servit drept bază pentru romanul Die Geier-Wally al Wilhelminei von Hillern; un exemplu timpuriu de literatură feministă. 

## Biografie

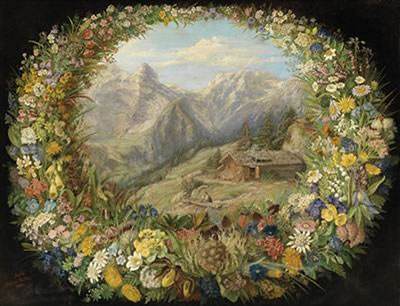
Peisaj alpin în coroană florală; unul dintre cele mai populare tablouri ale sale.

Tatăl ei a fost un armurier iute din fire, ceea ce a încurajat talentele și ambițiile fiicei sale. Sculptorul Josef Alois Knittel, a fost unchiul ei, iar pictorul, Joseph Anton Koch, a fost străbunicul ei. 
Și-a început studiile în 1859 la Academia de Arte Plastice din München, dar nu i s-a permis să urmeze școala principală pentru că era femeie. A trebuit să se întoarcă acasă în 1864 din cauza lipsei de fonduri. În această perioadă, a pictat numeroase portrete de familie și peisaje. Ulterior s-a mutat la Innsbruck unde a putut să se susțină ca pictoriță de portret. În 1867, împotriva dorințelor părinților ei, s-a căsătorit cu un ceramist pe nume Engelbert Stainer. În perioada petrecută împreună, a creat multe modele florale pentru căni, farfurii și farfurioare. 
Din 1868 până în 1871, au avut trei copii; doi fii și o fiică. În 1873, a deschis o școală de pictură pentru femei, pe care a condus-o aproape până la moartea sa. Printre elevii ei s-au numărat Maria Tilipaul-Kistler (1884-1963) și Wilhelmine Redlich (1869-1954). 

## Faima ca „Geier-Wally”

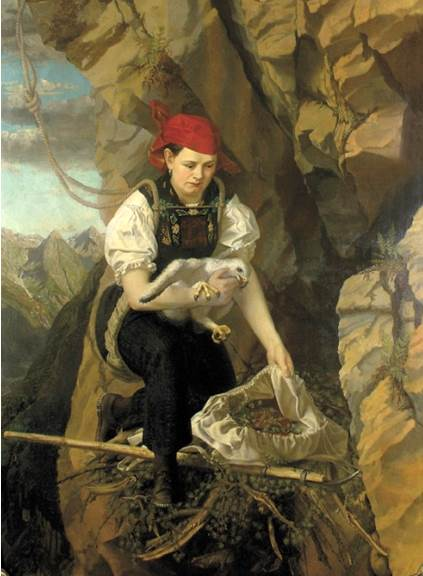
Autoportret ca „Geier-Wally”

La șaptesprezece ani, Anna s-a oferit voluntar să coboare pe zidul unei stânci pentru a îndepărta cuibul unui vultur. În secolul al XIX-lea, aceasta lucru era o practică obișnuită pentru a preveni vulturii să atace turmele de ovine locale. Anul precedent, o tentativă similară aproape că s-a încheiat în tragedie pentru alpinisti, astfel încât niciun alt voluntar nu a mai putut fi găsit. Ea a fost capabilă să prindă vulturul, să-l închidă în rucsac și să urce fără incident, deși, mai târziu, s-ar fi spus că a fost atacată de un vultur adult în timpul ce urca. 
În 1863, acest eveniment a fost descris de Ludwig Steub în povestea sa, Das Annele im Adlerhorst. Mai târziu, a fost relatată în Wolfs Illustrirter Rundschau. 
În cele din urmă, în 1873, a fost descrisă într-un roman de Wilhelmine von Hillern numit Die Geier-Wally ( „The Vulture Maiden” în limba engleză  vulturii erau adesea denumiți „vultures”). Autorul a făcut cunoștință cu Anna și soțul ei din Innsbruck și a decis să-i redea povestea într-un stil Shakespearean dramatic; denumindu-și eroina „Walburga” (Wally), dramatizând conflictele cu tatăl ei și creând un fel de legătură feminină. 
În 1892, povestea a fost adaptată pentru opera La Wally, de Alfredo Catalani. A fost, de asemenea, filmat de nenumărate ori, în special: 
- The Vulture Wally (1921), regia E. A. Dupont, cu Henny Porten .
- The Vulture Wally (1940), regia Hans Steinhoff, cu Heidemarie Hatheyer.
- The Vulture Wally (1956), regia František Čáp, cu Barbara Rütting.